# Групова збагачувальна фабрика «Вуглегірська»
Групова збагачувальна фабрика «Вуглегі́рська» (попередня назва «Хацепетівська») — збудована у 1956 році за проєктом інституту «Дніпродіпрошахт» для збагачення пісного вугілля крупністю 6—100 мм у відсаджувальних машинах. Виробнича потужність за проєктом — 1200 тис. тонн на рік, фактично досягнута — 1900 тис. тонн. У процесі експлуатації фабрики проведено неодноразові вдосконалення технології обробки шламів та зневоднювання продуктів збагачення. У 60-ті роки для зниження зольності дрібного відсіву експериментально були встановлені концентраційні столи, однак вони не мають постійного застосування. Фабрика одна з небагатьох, що належать до цього технологічного типу, працює без випуску енергетичних шламів та без застосування шламовідстійників, тобто працює фактично на замкненому циклі. Товарне вугілля відвантажується на теплоенергетику одним продуктом 0—100 мм.
Місцезнаходження: м. Вуглегірськ, Донецька обл., залізнична станція Булавин.